# Ptolemeu de Tràcia
Ptolemeu de Tràcia(en llatí Ptolemaeus, en grec antic Πτολεμαίος) era fill de Lisímac, rei de Tràcia.
Era el fill gran dels tres que Lisímac va tenir amb la seva segona dona Arsínoe i l'únic que es va escapar de la mort quan Ptolemeu Ceraune va matar als seus germans Lisímac i Filip l'any 280 aC, i va deure la seva salvació al fet que va sospitar de les intencions de Ceraune quant va demanar en matrimoni a la seva mare. Es va poder escapar a temps dirigint-se al regne de Dardània on governava Monuni que va accedir a donar-li suport, segons l'historiador Justí i Troge Pompeu, però no es coneixen els esdeveniments posteriors. Probablement va ser un dels pretendents al tron de Macedònia duramt el període d'anarquia que hi va haver després de la mort de Ptolemeu Ceraune el 277 aC.